# Rhizoecus carolinensis
Rhizoecus carolinensis är en insektsart som beskrevs av John Wyman Beardsley 1966. 
Rhizoecus carolinensis ingår i släktet Rhizoecus och familjen ullsköldlöss. Inga underarter finns listade i Catalogue of Life.